# ديمة جمعة السمان
ديمة جمعة السمان (1963)  أديبة مقدسيّة وروائية من دولة فلسطين، تخصصت بالكتابة عن القدس، تلقت تعليمها في مدرسة شيمدت، وبعد الثانوية درست  «علم اللغويات» في جامعة بيرزيت، اعْتَلَت مناصب رفيعة ذات شأن في السلك التربوي والإعلامي، منحت وزارة الثقافة الفلسطينية الأديبة لقب شخصية القدس الثقافية للعام 2013م.

## المسيرة المهنية
وُلدت في القدس الشريف في عام 1963، تربت في كنف أسرة متعلمة، والدها أديب ووالدتها مدرسة لغة عربية، كانت تتأثر بأي عمل أدبي جميل حتى لو كانت لكاتب ناشئ، بالإضافة كانت تقرأ كثيراً لأدباء عرب ومنهم: حنا مينه وأنيس منصور ونجيب محفوظ.
جميع أعمالها الروائية مررت فيها رسالة محال الواقع اليومي والحياة الاجتماعية والثقافية في الداخل الفلسطيني للقارئ، وكرمت بأحد روايتها من عدة مؤسسات فلسطينية وعربية في عام 2008، عملت في عدة دوريات صحفية التي كانت تصدر في القدس ومنها: مجلة الأسبوع الجديد، مجلة مع الناس، صحيفة الصدى، صحيفة مرايا، نشر لها طائفة من المقالات الأدبية والسياسية والتربوية والتحليلية والنقدية، والقصص القصيرة، بالإضافة صدرت حول كتاباتها مجموعة من الدراسات نقدية في عدد من الدوريات داخل الوطن وخارجه وعلى صفحات المواقع الإلكترونية، وأعدت عدد وفير من رسائل الماجستير والدكتوراة حول أدبها ورواياتها[بحاجة لمصدر]، ولها عدة مخطوطات تنتظر النشر.
حاصلة على دبلوم عالٍ[ما الأهمية؟] في إخراج الأفلام الوثائقية والسينمائية القصيرة، وعملت مخرجة أفلام وثائقية سابقة في هيئة الإذاعة والتلفزيون الفلسطينية، حيث أخرجت عدة أفلام وثائقية تعكس الواقع الفلسطيني السياسي والاجتماعي والتعليمي والثقافي.

## رواياتها
- (1992) القافلة: منشورات دار الهدى، كفر قرع.[5]
- (1992) الضلع المفقود: دار العودة للدراسات والنشر، القدس.[5]
- (1992) الأصابع الخفية: منشورات دار الكتاب، القدس.[5]
- (1995) جناح ضاقت به السماء: مؤسسة ابداع للنشر، أمّ الفحم.[5]
- (2005) برج اللقلق – ثنائية رواية من جزئيين ــ الهيئة المصرية العامة للكتاب، القاهرة.[5]
- (2011) بنت الأصول: الهيئة المصرية العامة للكتاب، القاهرة.[5]
- (2011) رحلة ضياع: دار الجندي للنشر والتوزيع، القدس.[5]
- (2012) وجه من زمن آخر: الهيئة المصرية العامة للكتاب، القاهرة.[5]
- (2015) غفرانك قلبي: دار الجندي للنشر والتوزيع، القدس.[4]
- (2018) هذا الرجل لا أعرفه: مكتبة كل شيء في حيفا، حيفا.[4]

## جوائزها
- حصلت على جائزة أفضل رواية كتبت عن القدس لعام 2008 بمناسبة القدس عاصمة الثقافة العربية لعام 2009، وتم تكريمها من قبل ملتقى الأديبات المقدسيّات عام 2009، ومن جامعة القدس وعدة مؤسسات عربية.[6]
- منحتها وزارة الثقافة الفلسطينية لقب شخصية القدس الثقافية للعام 2013 م.[4]

## مناصبها
- مديرة دائرة الإعلام التربوي في وزارة التربية والتعليم الفلسطينية وحتى الآن.[4]
- مدير عام وحدة شؤون القدس في وزارة التربية والتعليم الفلسطينية وحتى الآن.[4]
- عضو الهيئة العامة لرابطة الصحفيين العرب في فلسطين وحتى الآن.[4]
- عضو في الهيئة الإدارية في هيئة اتحاد الكتاب الفلسطينيين وحتى الآن.[3]
- مديرة ندوة اليوم السابع الثقافية الأسبوعية التي انطلقت في القدس في عام 1991.[6]
- مديرة تحرير في عدة صحف فلسطينية: صحيفة الصدى الأسبوعية، صحيفة مسيرة التربية التي كانت تصدر عن الوزارة، مجلة الأسبوع الجديد، وفي مجلة مع الناس، كما عملت سكرتير تحرير في صحيفة الصدى، وصحيفة مرايا، وجميعها تصدر في فلسطين.[1][2]

## حياتها الشخصية
متزوجة من المحامي الفلسطيني علي أبو هلال، وأنجبا ثلاثة أطفال: يارا ويزن وراني.

## روابط خارجية
- مقابلة تلفزيون فلسطين مع الأديبة والروائية الفلسطينية ديمة جمعة السمان